# ベリー・アングリアワン
ベリー・アングリアワン（英語: Berry Angriawan、1991年10月3日 - ）は、インドネシアの男子バドミントン選手。

## 経歴
2009年の世界ジュニア選手権では、ムハマド・ウリヌハとのペアで銀メダルを獲得した。
2015年、2016年はリアン・アグン・サプトロとペアを組み、インドネシア・マスターズやタイ・オープンで優勝した。
2017年からはハルディアントとペアを組み、世界ランクはキャリアハイの14位に到達した。